# Olga Totwen
Olga Rogneda Totwen z domu Dobużyńska (ur. 14 sierpnia 1895 w Wilnie, zm. 8 lutego 1965 w Gdańsku) – polska twórczyni, kierowniczka, scenografka i reżyserka teatrów marionetek.

## Życiorys

### Młodość i wykształcenie
Olga Totwen urodziła się 14 sierpnia 1895 w Wilnie w rodzinie generała Waleriana Dobużyńskiego (1842–1921) oraz jego drugiej żony, Konstancji z Dobużyńskich (1861–1899). Jej bratem przyrodnim z pierwszego małżeństwa ojca był rosyjsko-litewski malarz i scenograf Mścisław Dobużynski (1875–1957).
Ukończyła ośmioletnie Gimnazjum Żeńskie przy Kościele św. Katarzyny w Petersburgu, gdzie w 1914 zdała maturę. Następnie studiowała rzeźbę u Aleksandra Gausza oraz scenografię u Mścisława w Szkole Narodnogo Iskusstwa. W 1917 uczestniczyła także w wykładach z historii i literatury na polskim Uniwersytecie Ludowym w Piotrogrodzie. Podczas pobytu w Petersburgu opiekowała się nią rodzina Mścisława. Dzięki niemu poznała także teatr marionetkowy Piotra Sazonowa i Julii Słonimskiej, jeden z najważniejszych w ówczesnej Rosji.
W 1918 wzięła ślub z prawnikiem Stanisławem Totwenem (1891–1944/1945). Mieli córki Ewę Totwen-Kilarską (1919–1999), lalkarkę i twórczynię programów telewizyjnych oraz Irenę Totwen-Nowakowską (1924–2023), biolożkę i pracownicę Instytutu Biologii Doświadczalnej PAN. Olga, Ewa oraz Irena były razem nazywane „Totwenkami”.

### Okres II RP oraz II wojny światowej
W 1919, uciekając przed bolszewikami, Totwenowie przenieśli się do Wilna. Olga Totwen była sanitariuszką w szpitalu polowym podczas wojny polsko-sowieckiej 1920. W latach 1920–1925 mieszkała w Warszawie. Następnie pracowała w cenzurze i w Sądzie Okręgowym w Wilnie. W 1930 rozwiodła się i przeszła na rentę.
W 1935 zaczęła interesować się teatrami marionetek. Przy pomocy praskiego Międzynarodowego Związku Teatrów Marionetek wraz z córką Ewą założyła teatrzyk marionetek – na ich określenie zapożyczyły termin „łątki” z książki „Marionetki” Jana Sztaudyngera. Kukiełki wytwarzały same. Scenę według jej projektu wykonał w 1937 stolarz Rzycki z wileńskiego Teatru na Pohulance. Po przejęciu władzy w Wilnie przez Litwę, Totwen pracowała nad przedstawieniem „Jaś i Małgosia” według libretta Adelheidy Wette do opery Engelberta Humperdincka oraz „Dziad i baba” według Józefa Ignacego Kraszewskiego. Po wprowadzeniu okupacji sowieckiej grupa Olgi Totwen została włączona w listopadzie 1940 do Sekcji Marionetek Teatru Młodego Widza. Władze nie wyraziły zgody na wystawienie „Jasia i Małgosi” jako sztuki burżuazyjnej. 30 marca 1941 udało się doprowadzić do premiery „Nowych szat króla” Hansa Christiana Andersena w opracowaniu Aleksandra Maliszewskiego i reżyserii Stanisława Milskiego, Olga i Ewa Totwen wystąpiły jako animatorki. Sztukę wystawiono kilka razy. W czerwcu 1941, po inwazji niemieckiej, Olga Totwen wyjechała wraz z córkami do Santoki w powiecie wileńsko-trockim do jej partnera, Jana Żejmy (1888–1967), urzędnika, działacza PPS i redaktora wileńskiej edycji „Robotnika”. Zajmowały się tam wytwarzaniem zabawek.

### Okres Polski Ludowej
W lutym 1945 wróciła do Wilna. Jednak w tym samym miesiącu przeprowadziła się wraz z córkami do Białegostoku. Przewiozły ze sobą scenę oraz kilka lalek. 12 maja 1945 wystawiły premierowo bajkę „O gwiazdce z nieba” autorstwa Ireny. Zapoczątkowały tym samym prywatny rodzinny Wileński Teatr Łątek. Totwenki odpowiadały za dekoracje, kostiumy i opracowanie techniczne. Jan Żejmo w latach 1945–1951 był dyrektorem administracyjnym Teatru. W sztuce wystąpili aktorzy, którzy także opuścili Wilno: Hanka Bielicka, Jerzy Duszyński, Igor Śmiałowski. W lipcu 1945 teatr przeniósł się do Łodzi, gdzie działał na podstawie zezwolenia dyrektora Departamentu Teatru Ministerstwa Kultury i Sztuki Arnolda Szyfmana. Teatr uzyskał ministerialną dotację. 26 września 1945 zaprezentowano nową wersję bajki „O gwiazdce z nieba”. Łącznie pokazaną ją 107 razy w Łodzi oraz kilkadziesiąt razy podczas objazdów w województwie łódzkim. Bajka ta okazała się najważniejszym spektaklem w historii teatru. W sztuce tej diabły i strachy, pozornie groźne, w rzeczywistości były skapcaniałe, zrezygnowane, wręcz poczciwe w porównaniu z wydarzeniami II wojny światowej. 2 lutego 1947 miała miejsce premiera „Słowika” Hansa Ch. Andersena, na podstawie przeróbki Hanny Januszewskiej i Ewy Totwen oraz w reżyserii Zbigniewa Skowrońskiego. Olga i Ewa Totwen przygotowały lalki, scenografię, kostiumy i animację lalek.
Latem 1947 Wileński Teatr Łątek występował w Trójmieście. Olga Totwen postanowiła przeprowadzić się do Gdańska. Jednym z powodów był narastający konflikt z reżyserem teatru lalek Henrykiem Rylem, także działającym w Łodzi. W Gdańsku zorganizowała z Ewą pierwszy zawodowy teatr marionetek, którego zostały dyrektorkami i kierowniczkami artystycznymi. Przyznano im jako siedzibę budynek byłej kawiarni Caffee Stoeckmann Ze względu na groźbę odebrania dotacji ministerialnej z nazwy usunęły słowo „Wileński”. W październiku 1947 Teatr wystawił w Gdańsku bajkę „O gwiazdce z nieba” w reżyserii Olgi Totwen. Wystawiano także „Najszczęśliwszą z sióstr” Ewy Szelburg-Zarembiny, Krasnoludki idą w świat” Haliny Hohendlinger i Olgi Totwen (na podstawie „O krasnoludkach i o sierotce Marysi” Marii Konopnickiej), „Trzewiczki szczęścia” Benedykta Hertza, „O Szymku, Tymku i żywej wodzie” Julii Duszyńskiej oraz „Słowika”. Ten ostatni spektakl miał budzić nieufność aparatu partyjnego (między innymi ze względu na końcową scenę, w której cesarz nakazuje „zniszczyć wszystkie klatki w swoim państwie”). Został jednak zaakceptowany przez ministra kultury Włodzimierza Sokorskiego, który po jego obejrzeniu doprowadził do przeniesienia teatru do nowego, większego miejsca w willi Pod magnoliami.
W 1949 Irena Totwen zdecydowała się opuścić zespół, aby rozpocząć studia. W 1949 przy teatrze utworzono studium dla aktorów-marionetkarzy. Kształciła się w nim między innymi Józefina Unczur. Na zlecenie Ministra Kultury i Sztuki opracowano „Czarodziejski kalosz” Germana Matwiejewa w nieużywanej wcześniej przez Teatr Łątek technice pacynek. W 1949 spektakl zaprezentowano na Festiwalu Sztuk Radzieckich w Warszawie, jednak nie spotkał się tam z zainteresowaniem.
W październiku 1950 Teatr Łątek, po upaństwowieniu, został przemianowany na Państwowy Teatr Lalek – Teatr „Łątek” i działał jako filia Państwowych Teatrów Lalek w Łodzi. Olgę Totwen odsunięto od kierowania nim. Zdążyła jeszcze wyreżyserować: „Doktora Dolittle’a i jego zwierzęta” Alicji Strassman i Jana Wesołowskiego według Hugh Loftinga (1950), „Wilka, kozę i koźlęta” Jana Antoniego Grabowskiego na podstawie bajki Adam Mickiewicza, a także „Kubusia w Gdańsku” na podstawie „Brzuchacza” Matwiejewa (1951). We wrześniu 1951 władze zmusiły rodzinę Totwenów do odejścia z Teatru ze względu na burżuazyjny charakter marionetek, w przeciwieństwie do ocenianych jako ludowe pacynek i kukiełek. Rodzinie wytykano także inne kwestie, np. fakt, że Olga oraz Ewa niekiedy rozmawiały ze sobą po francusku. Henryk Ryl doprowadził do przeniesienia Ewy do Bielska-Białej. Jako że Olga Totwen zastrzegła prawa do słowa „łątki”, nazwę teatru przemianowano wiosną 1952 na Państwowy Teatr Lalek.
W 1953 wraz z Eugenią Hołuj napisała scenariusz do pierwszego w Polsce filmu marionetkowego – „Wspólnymi siłami”. Film w reżyserii Ewy Totwen powstał w Wytwórni Filmów Fabularnych w Łodzi. Współpracowała też przy powstaniu filmu „Wraki” z 1956. W 1955 w swoim dawnym teatrze wyreżyserowała z Ewą „Zagubionego elfa” H. Ch. Andersena w adaptacji Kazimiery Jeżewskiej. W 1956 założyła Stowarzyszenie Miłośników Sztuki Marionetkowej „Teatr Łątek”, które dawało jej możliwość oficjalnego prowadzenia teatru i działalności dydaktycznej. Wystawiała ponownie „Gwiazdkę z nieba” i „Najszczęśliwszą z sióstr”. W 1958 przyjęto ją do SPATiF-ZASP (w 1953 odrzucono jej wniosek z powodów politycznych). W 1958 został reaktywowany Państwowy Teatr Łątek w Gdańsku. W jego repertuarze znalazł się „Zagubiony elf”. W przygotowaniu były kolejne sztuki. Ostatnia premiera, „Skoczek-toczek”, miała miejsce 28 grudnia 1958, która doszła do skutku jedynie dlatego, żeby osobom uczęszczającym na kurs sztuki marionetkowej umożliwić jego ukończenie poprzez wystawienie przedstawienia dyplomowego. Jednak w 1959 Olga oraz Ewa zostały ponownie usunięte z teatru. Jego zespół i majątek wszedł w skład Teatru Lalki i Aktora „Miniatura”.
Olga Totwen zmarła 8 lutego 1965 w Gdańsku. Pochowana została na cmentarzu Srebrzysko w Gdańsku.

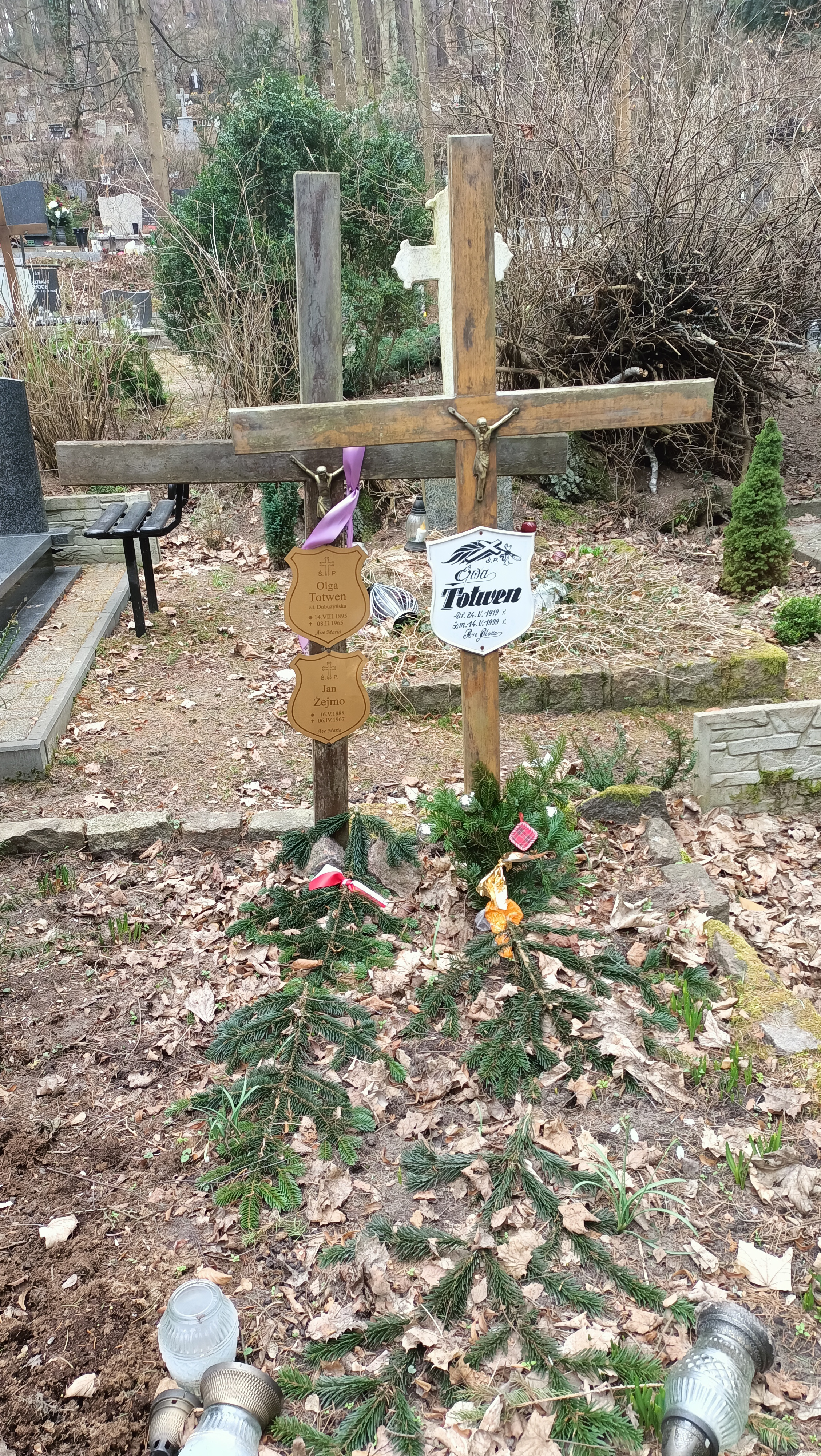
Grób Ewy i Olgi Totwen na cmentarzu Srebrzysko w Gdańsku

## Upamiętnienie
Część marionetek z teatru Olgi Totwen oraz m.in. wspomnienia i fragmenty pamiętnika Ewy Totwen znalazły się w zbiorach Działu Widowisk Lalkowych Muzeum Archeologicznego i Etnograficznego w Łodzi. W 2015 w Muzeum Narodowym w Gdańsku miał miejsce wernisaż poświęconej rodzinie Olgi Totwen wystawy „Od figurek do marionetek. Historia Wileńskiego Teatru Łątek: Wilno 1936 – Gdańsk 1959”. Ekspozycję ponownie zaprezentowano w 2018.
W 2021 jeden z punktów widokowych z Pogańskiej Góry w Gdańsku nazwano imieniem „Totwenek”.